# Kanzel (Soubise)

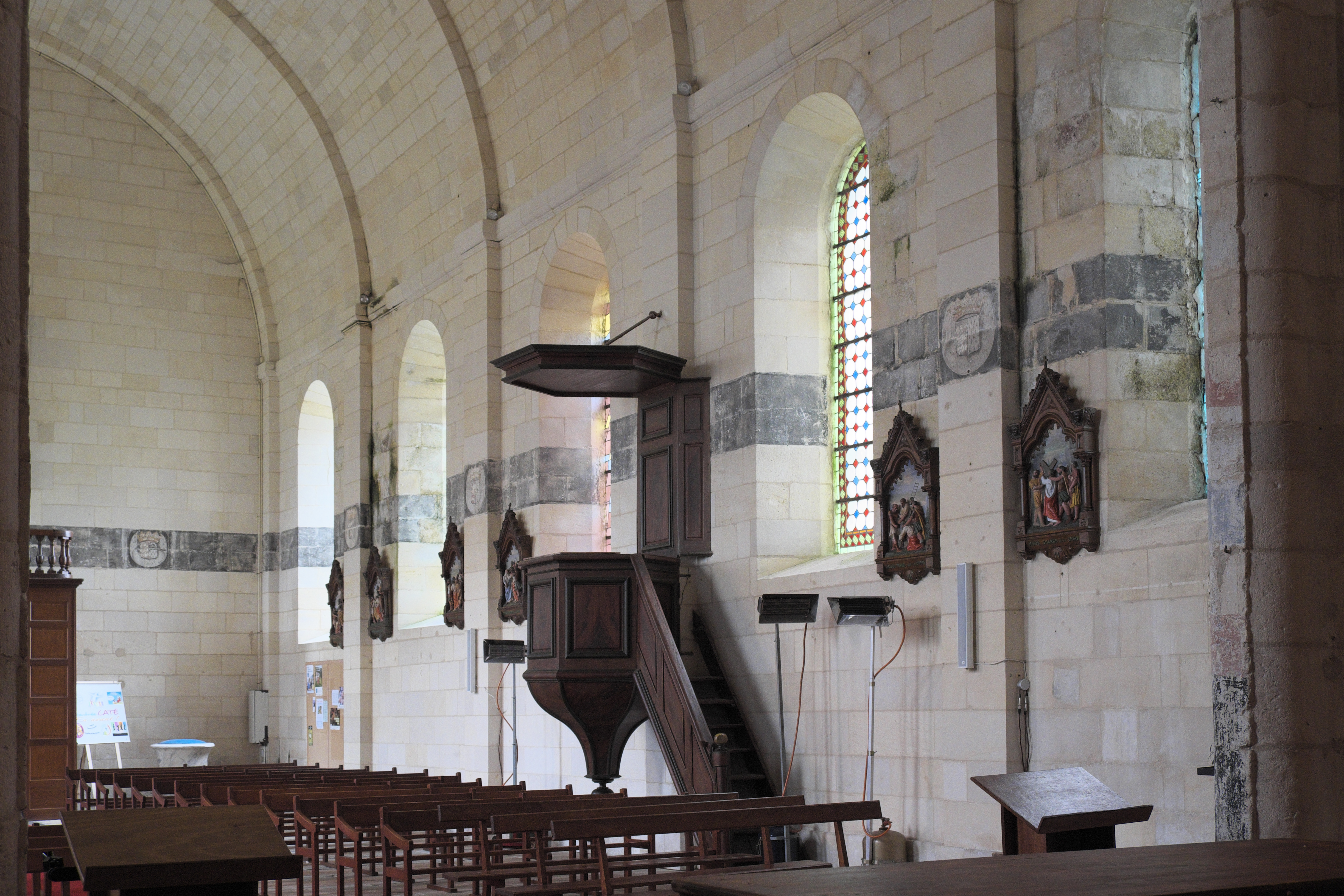
Kanzel in Soubise

Die Kanzel in der Kirche St-Pierre in Soubise, einer französischen Gemeinde im Département Charente-Maritime der Region Nouvelle-Aquitaine, wurde im 19. Jahrhundert geschaffen. Die Kanzel aus Holz wurde 2006 als Monument historique in die Liste der geschützten Objekte (Base Palissy) in Frankreich aufgenommen.
Die Kanzel, mit Kanzelkorb und Kanzelwand sowie Schalldeckel, ist ohne jeglichen Schmuck ausgeführt.